# Есипово (Воронежская область)
Есипово — посёлок в Терновском районе Воронежской области России. Административный центр Есиповского сельского поселения.

## История
Село было основано в конце XVIII века как имение генерала Еcипова. В 1869 году через село был проложен участок железнодорожной линии Грязи — Борисоглебск, а в 1870 году построено здание станции. В начале XX века в селе была открыта фабрика по производству бекона.

## География
Посёлок находится в северо-восточной части Воронежской области, в лесостепной зоне, в пределах Окско-Донской равнины, на берегах реки Шинокость (приток реки Савала), на расстоянии примерно 6 километров (по прямой) к северо-северо-западу (NNW) от села Терновка, административного центра района. Абсолютная высота — 114 метров над уровнем моря.
Часовой пояс
Посёлок Есипово, как и вся Воронежская область, находится в часовой зоне МСК (московское время). Смещение применяемого времени относительно UTC составляет +3:00.

## Население
| 2010 |
| ---- |
| 1620 |

Гендерный состав
По данным Всероссийской переписи населения 2010 года в гендерной структуре населения мужчины составляли 45,5 %, женщины — соответственно 54,5 %.
Национальный состав
Согласно результатам переписи 2002 года, в национальной структуре населения русские составляли 96 %.

## Улицы
Уличная сеть посёлка состоит из 15 улиц.

## Инфраструктура
В селе функционируют средняя общеобразовательная школа, детский сад, врачебная амбулатория, сельский дом культуры, библиотека и отделение Почты России.

## Транспорт
В посёлке находится одноимённая платформа Мичуринского региона Юго-Восточной железной дороги.